# Territorialer Produktionskomplex
Ein Territorialer Produktionskomplex (TPK) ist eine auf bestimmte Hauptproduktionen ausgerichtete gebietliche Produktionsstruktur.
Der TPK ist gekennzeichnet durch einen hohen Grad der innergebietlichen Verflechtung von großen vertikal und horizontal integrierten Unternehmen, der komplexen Nutzung von Gebietsressourcen, der proportionalen, aufeinander abgestimmten Entwicklung verschiedener Produktionen und Dienstleistungen sowie bestimmter Wissenschaftseinrichtungen. Solche Komplexe wurden von der Regierung der UdSSR zur Förderung von schwach strukturierten Räumen (u. a. in Sibirien) betrieben.
Durch Ausnutzung der innergebietlichen Kombination der regionalen Strukturelemente wurden die Kommunikationsaufwendungen minimiert. Die regionale Spezialisierung auf Hauptproduktionen mit übergebietlicher Reichweite vollzog sich insbesondere in der UdSSR. Bei der Errichtung von TPK in der UdSSR, insbesondere in den östlichen Gebieten (z. B. Bratsk-Ust Ilimsker, Sajansker TPK) wurden die Produktionsstätten des Gebietes technologisch und ökonomisch untereinander verbunden.
Ein Beispiel ist der TPK Pawlodar-Ekibastus im heutigen Kasachstan. Im Rahmen der Neuland-Kampagne (освоение целины, oswojenie zeliny) nach dem Zweiten Weltkrieg sollten die großen Bodenschatzvorkommen der Region nutzbar gemacht werden. Dafür wurden zahlreiche Großbetriebe errichtet – Tagebaue und Kraftwerke für Steinkohle, ein Aluminiumwerk, eine Raffinerie für sibirisches Erdöl sowie ein Chemisches Kombinat und das Pawlodarer Traktorenwerk. Die Arbeitskräfte, meist junge Menschen, wurden aus anderen Teilen der Sowjetunion herangeholt. Für sie wurden ganze Städte (in Plattenbauweise als Großwohnsiedlungen) gebaut.
Ein weiteres Beispiel ist das große Abkaner Gebiet am oberen Jenissej.